# Aromen im Wein

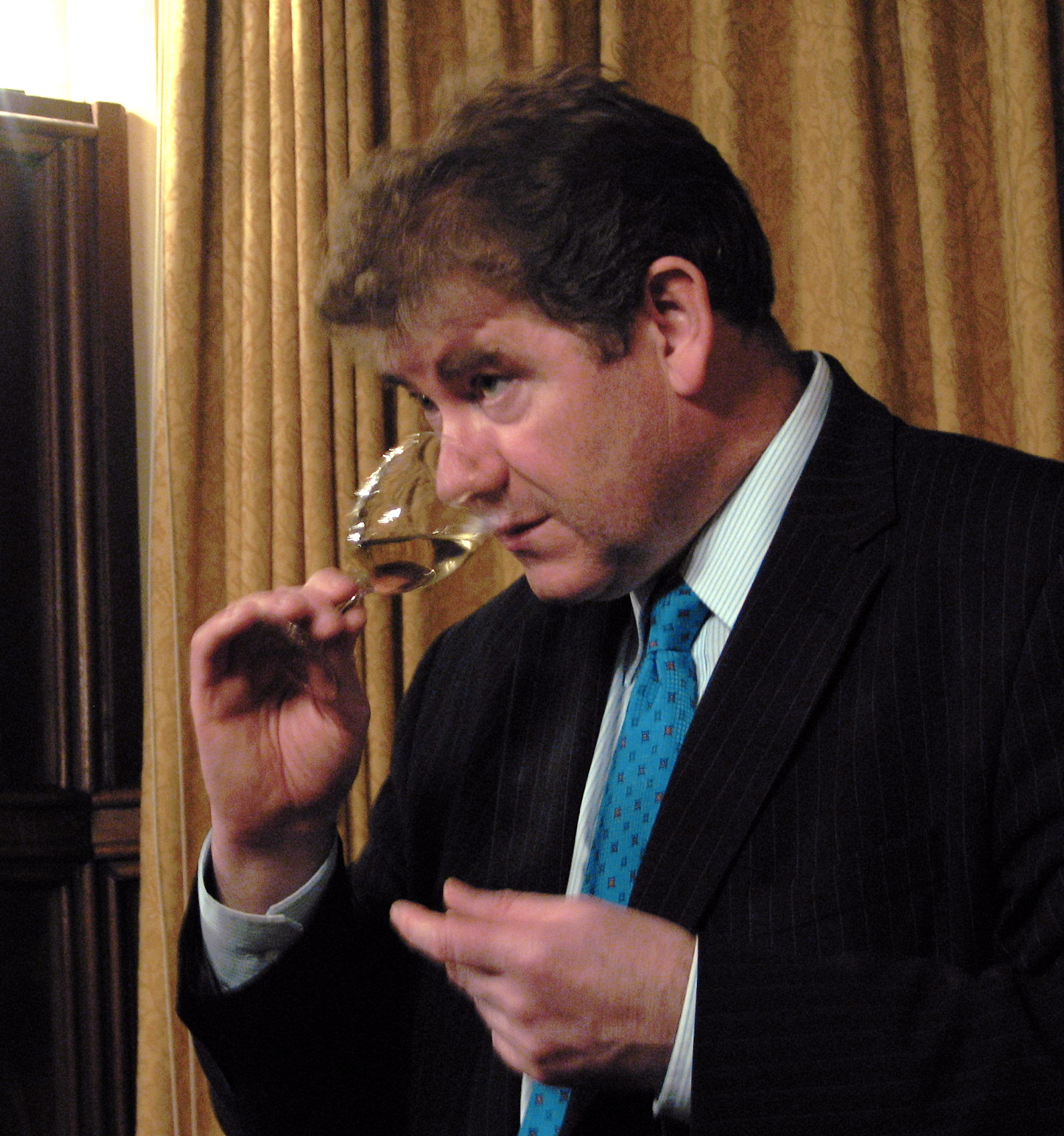
Aromen im Wein werden beim Verkosten riechend und schmeckend beurteilt.

Die Bestimmung der Aromen im Wein ist sowohl in der Gustatorik als auch in der chemischen Analyse äußerst komplex. Die Aromen sind zum einen das Resultat einer langen Kette biochemischer, önologischer als auch weinbaulicher Vorgänge. Zum anderen liegt die Zahl bislang identifizierter Aromen bzw. Aromenvorstufen bei über 800.
Die Konzentration der einzelnen Stoffe kann dabei im Bereich weniger Nanogramm bis zu einigen Milligramm liegen. Durch den Einsatz neuester Technologien, wie der Massenspektrometrie, HPLC, FTIR-Spektrometer oder NMR-Spektroskopie konnten etliche dieser Stoffe identifiziert werden. Seit den 1980er Jahren rückten vermehrt die Aromavorstufen, die gebundenen Stoffe in den Blickpunkt der Önologen.
Mit den Aromen bezeichnet man meist flüchtige Verbindungen, die im Wesentlichen mit der Nase wahrgenommen werden. Im Verlauf der Alterung des Weins verändert sich das Aroma des Weins zunächst rasch und trägt später zum Bouquet des Weins bei.

## Aroma in der Sensorik
Aroma ist ein Begriff aus der Sensorik, wobei eine Empfindung aus der Verbindung Geschmack und Geruch wahrgenommen wird.
Der Geschmackseindruck entsteht, wenn beim Verkosten durch den Rachen eingeatmet wird. Im Rachenraum erwärmen sich Aromastoffe und gelangen über die Rachen-Nasen-Verbindung auch an die Rezeptoren der Nase.
Die Zunge kann nur fünf Geschmacksrichtungen erkennen (süß, sauer, salzig, bitter und umami). „Scharf“ (Pfeffer, Chilischoten) wird vorwiegend über Schmerzsensoren wahrgenommen. Die Rezeptoren der Nasen-Riechschleimhaut des Menschen nehmen dagegen etwas mehr als vierhundert verschiedene Duftstoffe wahr. Im Verein mit der Geruchsempfindung können wir mit unseren Geschmackssensoren über zehntausend verschiedene Aromen und Millionen von Duftstoffen unterscheiden.

## Klassifizierung der Aromen
Die Aromenvielfalt im Wein wird durch die Rebsorte sowie deren Klone, den Jahrgang, das Terroir, die Anbaubedingungen (Ertrag, ...), die Bedingungen der Weinlese sowie die Sorgfalt bei der Auswahl der Weinbeeren, die alkoholische Gärung und die Alterung des Weins beeinflusst. In der Önologie unterscheidet man daher prinzipiell zwischen Primäraromen, die aus der Traube selbst bzw. Behandlung/Bearbeitung vor der Gärung stammen, und den Sekundäraromen, die durch die Gärung und Alterung des Weines entstehen:
- Primäre Aromen werden im Wesentlichen von der Rebsorte sowie ihrer Anbaubedingungen beeinflusst. Die Beeren der meisten Rebsorten sind geschmacklich eher neutral, so dass die sortentypischen Aromen nur in kleinen Anteilen frei, überwiegend aber in Aromavorstufen vorliegen. Dazu zählen Glycoside von Terpenoid-Alkoholen (Linalool,[4] Nerol, Geraniol, α-Terpineol), Carotinoide und Phenole. Freie Aromastoffe zählen hauptsächlich zu den Estern, Kohlenwasserstoffen, Alkoholen, Carbonsäuren und Aldehyden.[5]
- Sekundäre Aromen werden während der alkoholischen Gärung  durch Hefen und Milchsäurebakterien gebildet. Diese Aromen sind in nahezu allen Weinen in ähnlicher Ausprägung vorhanden und sorgen für den weinigen Charakter des Getränks.
- Tertiäre Aromen entstehen während des Ausbaus im Fass und in der Weinflasche. Dieser Prozess ist langwierig, wird durch die Auswahl des Ausbaus (z. B. Barrique, Mikrooxigenation) beeinflusst und kann bei einzelnen Weintypen mehr als 10 Jahre dauern.

Der enzymatische Abbau von geruch- und geschmacklosen Terpenoid-Glycosiden aus der Gruppe der primären Aromen kann prinzipiell schon vor der alkoholischen Gärung durch traubeneigenen Enzyme (Glycosidasen) geschehen, ist jedoch durch die nicht optimalen Reaktionsbedingungen von untergeordneter Bedeutung. Daher werden bei der Weinbereitung entweder entsprechende Hefen, wie Hansenula-Arten, oder reine Glycosidase-Enzyme zugesetzt.

## Die Aromen in der Verkostung
In der Weinsprache werden häufig Querverweise auf Aromenträger mit einer bekannten Sortentypizität genutzt. Anfang der 1980er Jahre wurde das Aromarad entwickelt, um ein standardisiertes Begriffsregister zu haben.
Das Weinaromarad besteht aus drei konzentrischen Kreisen:
- Der innere Kreis unterteilt sich in 12 Geruchsklassen (z. B. fruchtig, chemisch, holzig).
- Der mittlere Kreis besitzt 29 Unterteilungen die die 12 inneren weiter untergliedern (z. B. Zitrusfrucht, Schwefelverbindung, harzig).
- Der äußere unterteilt weiter in 94 Einzelaromen (z. B. Grapefruit, Gummi, Zedernholz).

Es nutzt dabei die klassischen Beschreibungen verschiedener Weintypen.
- Im Bereich der fruchtigen Aromen nutzt man zur Beschreibung von Rotweinen oft Vergleiche zu roten und schwarzen Beeren wie Brombeeren, Himbeeren, Erdbeeren, Heidelbeeren sowie schwarzen oder roten Johannisbeeren. Aber auch Kirsche oder Pflaume zählt zu den in gewissen Weinen identifizierbaren Früchten. Beim Weißwein überwiegen Nennungen wie Grapefruit, Zitrone, Orangenzeste, Aprikose, Pfirsich, Apfel, Birne, Ananas, Mango oder Passionsfrucht. Spezifischer werden auch Lychee oder Muskatelleraromen angeführt. Weinlacton erzeugt einen kokosartigen Geruch.
- Zu den blumigen Aromen zählen Spuren von Geranien, Veilchen, Rose, Orangenblüte und Linalool.
- Je nach Ausbau des Weins findet man holztypische Töne von Zedern oder Eiche sowie Vanille.
- Zu den Gewürznoten, die man meist in Rotweinen findet, zählen Lakritze oder Anis, Schwarzer Pfeffer oder Nelken.
- je nach Reifegrad des Leseguts mischen sich Aromen von frischem Grasschnitt, Paprika, Eukalyptus, Minze, Heu bzw. Stroh, Tee oder Tabak in den Wein.

## Rebsorten und ihre Aromen im Wein
In der nachfolgenden Tabelle sind einige der wichtigsten Rebsorten mit ihren typischen Aromen aufgelistet:
| Rebsorte                      | Farbe | Aromen |
| ----------------------------- | ----- | --- |
| Acolon                        | rot   | rote Früchte |
| Aglianico                     | rot   | Pflaume, Schokolade (Quelle, S. 4) |
| Aleatico                      | rot   | Muskataroma (Quelle, S. 8) |
| Aligoté                       | weiß  | sehr neutral, Haselnuss, Zitrone |
| Arneis                        | weiß  | Mandeln |
| Bacchus                       | weiß  | Muskataroma, Johannisbeere (Quelle, S. 56)                                                                                                  |
| Barbera                       | rot   | Sauerkirschen, Pflaumen, Veilchen, Teer, Rauch (Quelle, S. 60)                                                                              |
| Blaufränkisch                 | rot   | Brombeere, Kirsche, Sauerkirsche, Holunderbeere, Pflaume, Pfeffer (Quelle, S. 79)                                                           |
| Blauer Portugieser            | rot   | Erdbeere, Himbeere, Preiselbeere, rote Johannisbeere, Sauerkirsche                                                                          |
| Bonarda Piemontese            | rot   | Schwarze Johannisbeere, Pflaume, Kirsche |
| Bourboulenc                   | weiß  | Zistrose, Wacholder (Duft der Garigue) |
| Brachetto                     | rot   | Erdbeere |
| Cabernet Franc                | rot   | Erdbeere, Himbeere, Veilchen, Lakritze, grüne Paprika, Pfeffer, Mandel, Trüffel, Rauch                                                      |
| Cabernet Sauvignon            | rot   | Himbeere, Schwarze Johannisbeere, Heidelbeere, Pflaume, grüne Paprika, Pfeffer, Peperoni, Lakritze, Leder, Tabak, Vanille, Zimt, Schokolade |
| Carignan                      | rot   | Schwarze Johannisbeere, Heidelbeere, Lakritze, Zimt, Tabak, Vanille, Zimt, Humus, Lorbeerblatt, Rosmarin                                    |
| Carménère                     | rot   | Schokolade, Leder, Tabak, schwarze Beeren                                                                                                   |
| Chardonnay                    | weiß  | Pfirsich, Apfel, tropische Früchte, Haselnuss, Vanille, Eiche, Butter (Quelle, S. 135)                                                      |
| Chenin Blanc                  | weiß  | Apfel, Birne, Aprikose, Quitte, Nüsse, Honig, Zitrone, frisch geschnittenes Gras, Lindenblüte (Quelle, S. 140)                              |
| Cinsaut                       | rot   | Erdbeere, Himbeere, Johannisbeere, Heidelbeere, Veilchen, Rose, Lakritze, Humus                                                             |
| Cortese                       | weiß  | Apfel, Birne, Banane (Quelle, S. 159) |
| Corvina Veronese              | rot   | Kirsche (Schattenmorellen), Mandel, Erdbeere                                                                                                |
| Dolcetto                      | rot   | Brombeere, Kirsche, Lakritze, Mandel, Süßholz                                                                                               |
| Domina                        | rot   | Brombeere, Sauerkirsche, grüner Paprika, Holunder                                                                                           |
| Dornfelder                    | rot   | Brombeere, Sauerkirsche, grüner Paprika, Holunder, Pflaume                                                                                  |
| Ehrenfelser                   | weiß  | Apfel, Pfirsich, Aprikose, Grapefruit |
| Fiano                         | weiß  | Haselnuss, Zitrone, Piniennadeln, Honig |
| Freisamer                     | weiß  | Apfel, Stachelbeere, Quitte, |
| Frühburgunder                 | rot   | Brombeere, Waldbeere, Himbeere, schwarze Johannisbeere, Kirsche, Rauch                                                                      |
| Gamay                         | rot   | Erdbeere, Himbeere, Kirsche, Banane (beim Beaujolais Nouveau)                                                                               |
| Garganega                     | weiß  | Akazie, Zitrone, Mandel |
| Gelber Muskateller            | weiß  | Rosen, Orangen, Bergamotte, Rosinen, Würznoten, Akazie, Melone, Honig, Passionsfrucht                                                       |
| Gewürztraminer                | weiß  | Rosenblüte, Akazien, Orangenmarmelade, Lychee, Aprikose, Pfirsich, Zimt, Gewürznelke                                                        |
| Grauburgunder                 | weiß  | Birne, Apfel, Honig, Ananas, Pfirsich, Grapefruit, Trockenobst, Rosinen, Mandeln, Rauch                                                     |
| Grenache                      | rot   | Himbeere, Pfeffer, Heu, Schwarze Johannisbeere, Brombeere, Kirsche, Lorbeer, Lakritze                                                       |
| Gros Manseng                  | weiß  | Honig, Vanille |
| Grüner Veltliner              | weiß  | grüner Apfel, Zitrus, Pfeffer, würzig |
| Gutedel                       | weiß  | Birnen, Apfel, feine Nuss- und Mandeltöne                                                                                                   |
| Huxelrebe                     | weiß  | Honig, Orangen, Melone, Maracuja, Jasmin, Schwarze Johannisbeere, Pfirsich, Muskateller-Aroma                                               |
| Kerner                        | weiß  | Apfel, Johannisbeere, Birne, Rosinen, Honig, Aprikose, leichter Muskateller-Ton                                                             |
| Lagrein                       | rot   | Veilchen, Kirschen, Brombeeren, Bitterschokolade.                                                                                           |
| Marsanne blanche              | weiß  | blumiges Aroma, Akazie, Quitte, Aprikose, Trockenfrüchte, Honig, Mandeln                                                                    |
| Malbec                        | rot   | Veilchen, Pfeffer, Johannisbeere. |
| Mauzac                        | weiß  | Apfel, Trockenfrüchte, Honig |
| Melon de Bourgogne (Muscadet) | weiß  | dezent blumig, heu, Birne, Apfel, Zitrone, Grapefruit                                                                                       |
| Merlot                        | rot   | Kirsche, Pflaume, schwarze Johannisbeere, Heidelbeere, Pilz, Karamell, Leder                                                                |
| Mondeuse                      | rot   | Johannisbeere, Kirsche, Himbeere, Erdbeere, Feige, Pflaume, Iris, Veilchen, Humus.                                                          |
| Morio-Muskat                  | weiß  | Muskateller-Aroma |
| Mourvèdre                     | rot   | schwarze Johannisbeere, Heidelbeere, Kirsche, Lakritze, Pfeffer, Tabak                                                                      |
| Müller-Thurgau                | weiß  | Apfel, Zitrone, leichtes Muskateller-Aroma                                                                                                  |
| Muscadelle                    | weiß  | leichtes Muskateller-Aroma |
| Nebbiolo                      | rot   | Rose, Veilchen, Kirsche, Pflaume, Trüffel, Lakritze, Rauch, Kakao, Teer                                                                     |
| Negroamaro                    | rot   | Pflaume, Schwarze Johannisbeere, Kirsche, Brombeere, würzig                                                                                 |
| Ortega                        | weiß  | Birne, Aprikose, Quitte, Banane, Honig. |
| Petite Arvine                 | weiß  | Grapefruit, Ananas, Mango, Veilchen. |
| Petit Manseng                 | weiß  | Exotische Früchte (Ananas, Lychee), würzig, Zitronenschale, Pfirsich, Mango                                                                 |
| Petit Verdot                  | rot   | Brombeere, würzig, schwarze Johannisbeere                                                                                                   |
| Pinotage                      | rot   | Pflaume, Sauerkirsche, würzig |
| Refosco                       | rot   | Pflaume, Mandel |
| Rieslaner                     | weiß  | Aprikose, Grapefruit, Passionsfrucht. |
| Riesling                      | weiß  | Apfel, Grapefruit, Orange, Pfirsich, Aprikose, Quitte, Ananas, Mango, Honig, Kräuter, Petroltöne                                            |
| Roussanne                     | weiß  | Weinbergpfirsich, Aprikose, Honig, Weißdornblüte                                                                                            |
| Sagrantino                    | rot   | Brombeere |
| Samtrot                       | rot   | Brombeere, Himbeere, Kirsche |
| Sangiovese                    | rot   | Veilchen, Brombeere, Preiselbeere, Leder, Vanille, Holunderbeere, Kirsche, Pflaume                                                          |
| Savagnin                      | weiß  | sehr würzig, Apfel, nussig |
| Sauvignon Blanc               | weiß  | frisches geschnittenes Gras, Schwarze Johannisbeere, Stachelbeeren, Iris, Zitrone, Feuerstein (insbesondere bei Sancerre)                   |
| Scheurebe                     | weiß  | Schwarze Johannisbeere, Pfirsich, Grapefruit, Mango                                                                                         |
| Schioppettino                 | rot   | Veilchen, Himbeere, Brombeere, Heidelbeere, Pfeffer                                                                                         |
| Schönburger                   | weiß  | Rose, Muskat |
| Schwarzriesling               | rot   | Brombeere, Waldbeere, Himbeere, Erdbeere, Kirsche, Pflaume, Rauch                                                                           |
| Sémillon                      | weiß  | Butter, Honig, eingekochtes Obst (Birne, Aprikose, Quitte, Pfirsich), Zitrone, Lindenblüten                                                 |
| Silvaner                      | weiß  | Apfel, Stachelbeere, Quitte, Trockenfrüchte, Heu, Hasenglöckchen, Akazie                                                                    |
| Spätburgunder                 | rot   | Himbeere, Erdbeere, Schwarze Johannisbeere, Kirsche, Veilchen, Hagebutte, Gewürznelke, selten Kaffeenoten, Rauch, Leder                     |
| Syrah                         | rot   | Schwarze Johannisbeere, Himbeere, Brombeere, Veilchen, Zedernholz, Pfeffer, Gewürznelken, Trüffel, Leder, Lakritze, Süßholz, Teer           |
| Tannat                        | rot   | Himbeere, Brombeere, Tabak, Gewürznoten |
| Tempranillo                   | rot   | Brombeere, Schwarze Johannisbeere, Heidelbeere, Kirsche, Leder                                                                              |
| Teroldego                     | rot   | Heidelbeere, Kirsche |
| Trebbiano                     | weiß  | dezent blumig, Zitrusfrüchte (Zitrone, Grapefruit), nussig                                                                                  |
| Trollinger                    | rot   | Sauerkirsche |
| Viognier                      | weiß  | Aprikose, Pfirsich, Apfel, Akazie, Veilchen, Anis, Honig, Heu, geröstete Mandeln, Limette, Weißdornblüten                                   |
| Weißburgunder                 | weiß  | Apfel, Birne, Quitte, Banane, Aprikose, Karamell, Zitrusfrüchte (Zitrone, Grapefruit), nussig                                               |
| Zinfandel/Primitivo           | rot   | Schwarze Johannisbeeren, Brombeere, Pflaumen, Pfeffer, Karamell, würzig,                                                                    |
| Zweigelt                      | rot   | Kirsche, Pflaume |